# Predná Hora (przełęcz)
Sedlo Predná Hora (763 m) – przełęcz oddzielająca dwa regiony Rudaw Słowackich: Muránska planina i Stolické vrchy, a dokładniej szczyt Radzim (970 m) od bezimiennego wierzchołka 980 m. Przez przełęcz prowadzi droga nr 531 łącząca miejscowości Šumiac i Muráň. Rejon przełęczy jest bezleśny, z widokiem na północną stronę. Pomiędzy dwiema dużymi lipami stoi kamienny obelisk i znajduje się skrzyżowanie dwóch szlaków turystycznych.

## Szlaki turystyczne
Sedlo Predná Hora – osada Predná Hora – Muránska Zdychava. Odległość 7,7 km. Czas przejścia: 2.20 h
  Muráň – sedlo Predná Hora. Odległość 7,5 km, czas przejścia: 2:45 h
  Muráň – chata pod Muránskym hradom. Odległość 3,9 km, czas przejścia: 1:20 h